# Alexander von Essen
Alexander von Essen, född 24 december 1594, död 1 oktober 1664, var en tyskbaltisk adelsman och svensk militär.
Alexander von Essen var son till adelsmannen Thomas von Essen. Han tjänstgjorde i Nederländerna i prins Moritz av Oraniens livgarde 1615-1616 och var 1617-1618 i venetiansk krigstjänst. Med två hästar tjänstgjorde Alexander von Essen vid ett spanskt kyrassiärkompani 1618 och var 1619-1621 först kornett vid den polske översten Johan Farensbachs livkompani och därefter löjtnant vid Zamoyskis livkompani. Han kom därefter i svenskt tjänst och var 1622-1625 kapten vid Gustaf Horns norrländska regemente. 1625 var han överstelöjtnant vid Gustaf Horns regemente i Savolax. Han deltog 1625 under striderna i Livland och Estland under Jakob De la Gardie och utnyttjades vid förhandlingarna med Dorpat om kapitulation och sändes efter stadens fall mot Kokenhusen och under Gustaf Horns befäl mot Kreuzburg. 1626-1631 var Alexander von Essen chef för Österbottens regemente och tillhörde i augusti 1626 de förband som överskeppades från Åbo till Preussen. 1629 intog han genom överrumpling Lochstädt och Fischhausen och utsågs därefter till guvernör i Pillau och Fischhausen.  Han var 1631-1636 överste för ett värvat regemente och befordrades 1635 till generalmajor. Alexander von Essen var en av det estländska lantrådets och ridderskapets deputerade till Stockholm 1643 och naturaliserades samma år som svensk adelsman. 1650 var han lantråd i Estland och 1655-1658 legat i Ryssland. Alexander von Essen ägde Orrisaar i Sankt Petri socken i Estland och Naukschen i Rujens socken, Livland.